# Derek B. Miller
Derek B. Miller (Boston, 1970) è uno scrittore statunitense di romanzi gialli.

## Biografia
Nato a Boston nel 1970, vive e lavora a Oslo.
Ha studiato al Sarah Lawrence College prima di ottenere un M.A. in sicurezza nazionale all'Università di Georgetown e un Dottorato di ricerca all'Università di Ginevra in Relazioni internazionali.
Ha lavorato come diplomatico per la sicurezza e la pace internazionale per l'Organizzazione delle Nazioni Unite e ha vissuto 15 anni all'estero in Norvegia, Svizzera, Gran Bretagna, Ungheria e Israele.
Ha esordito nel 2012 con Uno strano luogo per morire, vincitore del CWA New Blood Dagger l'anno successivo e in seguito ha pubblicato altri due romanzi.

## Vita privata
Sposato con la norvegese Camila Wassink, la coppia ha due figli: Clara e Julian.

## Opere principali

### Serie Sigrid Ødegård
- Norwegian by Night (2012)
  - Uno strano luogo per morire, Vicenza, Neri Pozza, 2014 traduzione di Massimo Gardella ISBN 978-88-545-0889-7.
  - Notturno norvegese, Vicenza, Beat, 2017 traduzione di Massimo Gardella ISBN 978-88-6559-416-2.
- American by Day (2018)

### Altri romanzi
- La ragazza in verde (The Girl in Green, 2016), Vicenza, Neri Pozza, 2017 traduzione di Raffaella Vitangeli ISBN 978-88-545-1401-0.

## Premi e riconoscimenti
- CWA New Blood Dagger: 2013 vincitore con Uno strano luogo per morire
- Gold Dagger: 2017 finalista con La ragazza in verde